# Elżbieta Frątczak
Elżbieta Frątczak (ur. 16 września 1969) – polska lekkoatletka, specjalizująca się w rzucie oszczepem, medalistka mistrzostw Polski.

## Kariera sportowa
Była zawodniczką Maratonu Turek.
Na mistrzostwach Polski seniorek na otwartym stadionie zdobyła jeden medal w rzucie oszczepem: brązowy w 1990. Był to pierwszy medal seniorskich mistrzostw Polski w lekkiej atletyce w historii jej klubu.
Rekord życiowy w rzucie oszczepem: 50,66 (13.07.1990).